# Pyracantha crenulata
Pyracantha crenulata är en rosväxtart som först beskrevs av David Don, och fick sitt nu gällande namn av M. Roemer. Pyracantha crenulata ingår i släktet eldtornar, och familjen rosväxter. Utöver nominatformen finns också underarten P. c. kansuensis.

## Bildgalleri

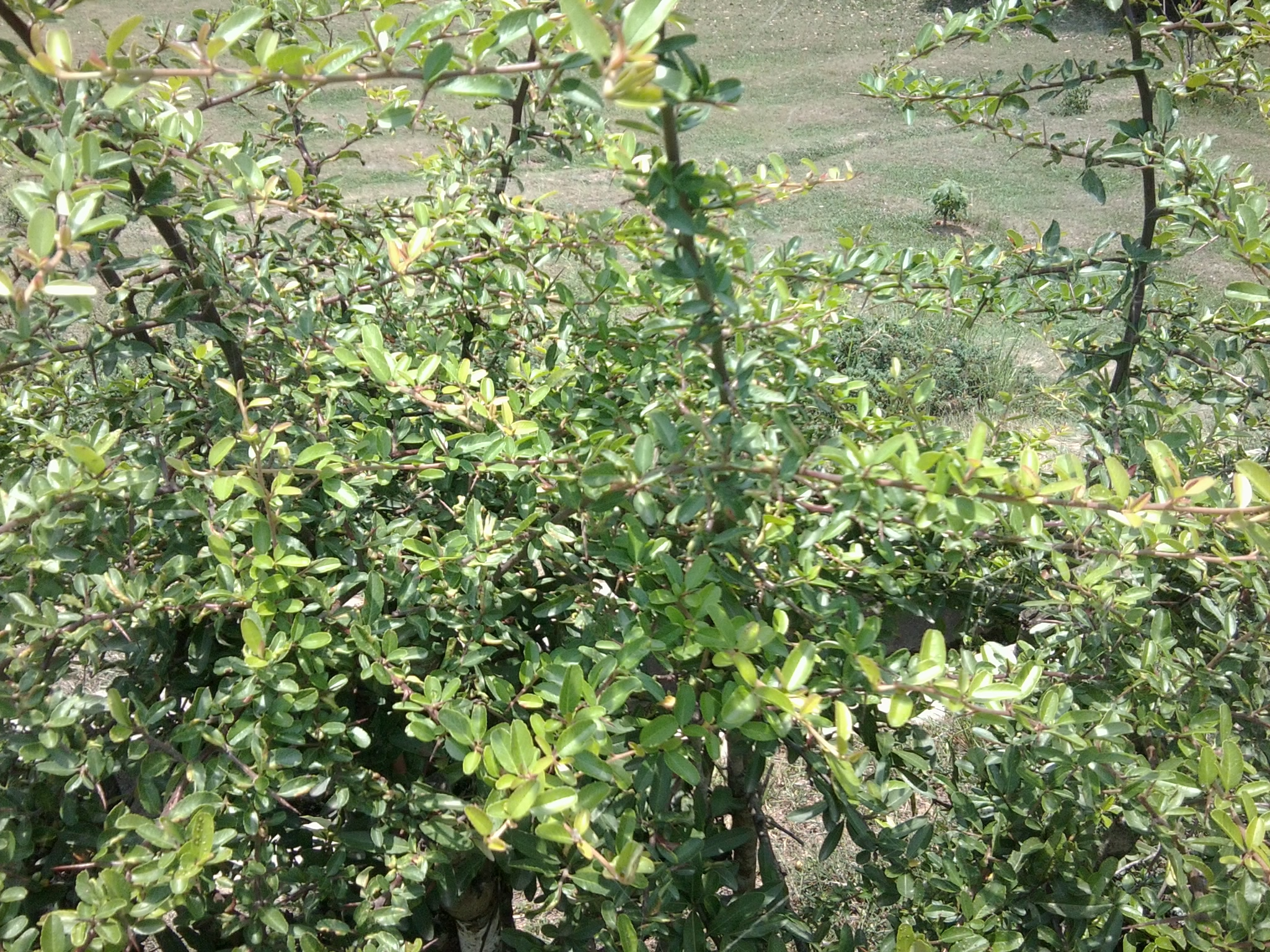
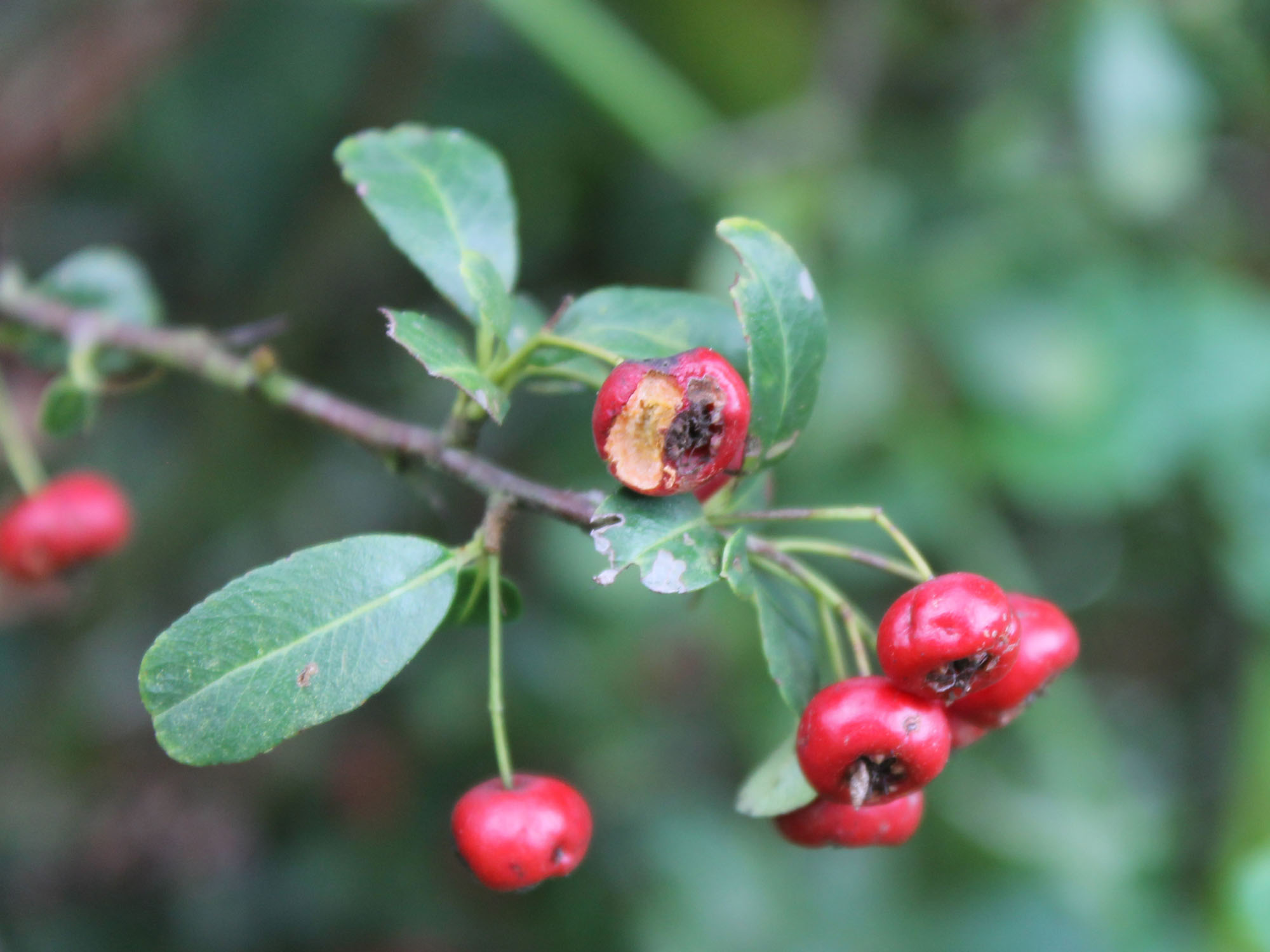
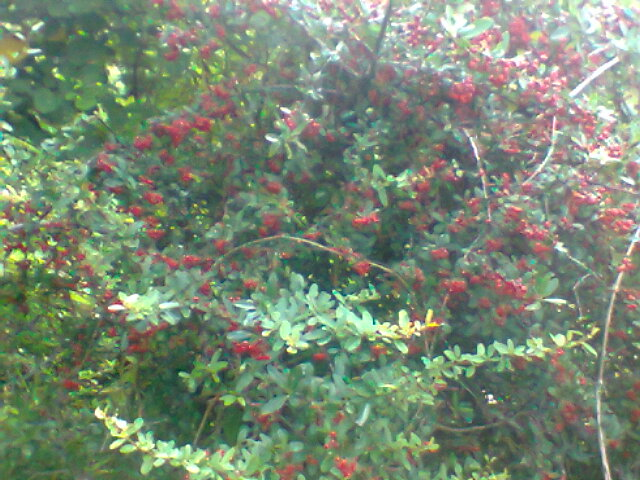